# Техану
"Техану: Последната книга за Землемория" е четвърта книга от поредицата на американската писателка Урсула Ле Гуин за света Землемория. (Въпреки заглавието, по-късно авторката добавя към този цикъл и сборника „Легенди за Землемория“ и романа „Другият вятър“.)
Книгата е носител на наградата „Небюла“ за роман за 1990 г.
Действието в „Техану“ се развива почти веднага след края на събитията, описани в предишния роман от поредицата – „Най-далечният бряг“. Книгата обаче е написана повече от десет години по-късно. Междувременно интересът на Урсула Ле Гуин към въпросите на пола и ролята му в обществото са се засилили, както може да се разбере от книгата ѝ Always Coming Home. Това дава на книгата един нов поглед към света на Землемория, и изучава въпросите защо жените не могат да бъдат магьосници, защо някои мъже смятат, че превъзхождат жените, и какво става с героите, след като подвизите им са вече извършени.

## Сюжет
Внимание:  Текстът по-долу разкрива сюжета на произведението (или части от него)!
Основни герои в книгата са Гед (Ястреба) – централният образ от „Магьосникът от Землемория“, и Тенар - героинята от „Гробниците на Атуан“.
Вече възрастен, магьосникът Ястреб е загубил силите си след събитията, описани в „Най-далечният бряг“, и се връща на родния си остров, където остава да живее в колибата на стария си учител, при спасената някога от него Тенар. Сигурно биха могли да живеят спокойно да края на дните си, ако Тенар не бе приютила малкото момиченце Теру. С обезобразено лице, малтретирана от истинските си родители, малката напълно се е отчуждила от света, в който живее. Но има и още... Теру е много необичайна. В нея има нещо, което никой дори не е подозирал. И което може да продължи подвига на Гед – да спре надигането на Втория Некромант...